# Łukasz Gronowski
Łukasz Gronowski (ur. 1979) – polski artysta wizualny, zajmujący się sztuką wideo, fotografią, obiektami i instalacjami. Działa także w przestrzeni internetu.
Ukończył Akademię Sztuk Pięknych w Poznaniu na Wydziale Komunikacji Multimedialnej, gdzie w 2005 roku obronił dyplom. W 2006 roku otrzymał stypendium Ministra Kultury. Był wokalistą nieistniejących już zespołów muzycznych z nurtu punk i hardcore – Libertad oraz Startpoint.
W 2004 roku zorganizował festiwal sztuki wideo „Retransmisja”, który odbywał się w Gdańsku, Warszawie i Łodzi. W 2005 współprowadził galerię Ltd. w Warszawie. Jest również pomysłodawcą i założycielem kolektywu Ikoon.
Twórczość Gronowskiego koncentruje się na analizie funkcjonowania człowieka w sformatowanej rzeczywistości. Interesuje go sposób reagowania ludzi w nietypowych, nierzadko kłopotliwych sytuacjach. W swoich projektach artystycznych podejmuje działania performatywne, jak w „Brawo” (2004), gdzie domaga się oklasków podczas prywatnych spotkań, w „Gratulacje” (2004), gdzie gratuluje przechodniom wstąpienia Polski do Unii Europejskiej, czy w „All I Need Is Love” (2004), gdzie zachęca odbiorców do wyrażenia miłości do samych siebie. W „Songs of My Generation” (2004) prosi przechodniów o zaśpiewanie ulubionej piosenki.
W 2006 roku w warszawskiej Zachęcie zrealizował projekt „Casting”, w którym, pod pretekstem przeprowadzenia castingu filmowego, oczekiwał od uczestników działań takich jak „ocenzurowanie się”, „wzbudzenie sympatii”, „emanowanie młodością”, „okazanie skruchy” czy „płacz nad swoim losem”. W ten sposób artysta obnaża mechanizmy społeczne i medialne wpływające na ludzkie zachowania oraz ujawnia zakodowane w podświadomości gesty i postawy.
Obecnie mieszka i pracuje w Warszawie.

## Wystawy
- 2006 – Patriotyzm jutra, IS Wyspa, Gdańsk

- 2006 – Barwy klubowe, F.A.I.T., Kraków

- 2006 – Sztuka w służbie lewaków, CSW Kronika, Bytom

- 2006 – Casting (wystawa indywidualna), Zachęta, Warszawa

- 2006 – Supermarket, Karlsruhe

- 2006 – Krótka wystawa o miłości, Galeria Dla, Toruń

- 2006 – Niewygodnie, BGSW, Słupsk

- 2005 – Wyobraźnia ekranu, Toruń

- 2005 – Art [it ] works (wystawa indywidualna), Galeria Ltd., Warszawa

- 2005 – Videoprzestrzenie 05, BWA Wrocław

- 2005 – Polski utwór romantyczny (wystawa indywidualna), Galeria Fizek, Poznań

- 2004 – Obraz kontrolny, Bunkier Sztuki, Kraków

- 2004 – Strefa Szarej, Galeria Szara, Cieszyn

- 2004 – Rybie Oko 3, BGSW, Słupsk

- 2003 – Próby zatrzymania II, Galeria Okno, Słubice

- 2002 – Próba zatrzymania I (wystawa indywidualna), Stara Drukarnia, Poznań